# Fremont (Nebraska)
Fremont es una ciudad ubicada en el condado de Dodge en el estado estadounidense de Nebraska. En el Censo de 2010 tenía una población de 26397 habitantes y una densidad poblacional de 1.151,11 personas por km².
Su nombre proviene del famoso explorador del Viejo Oeste, John C. Frémont (1813-1890).

## Geografía
Fremont se encuentra ubicada en las coordenadas 41°26′30″N 96°29′27″O / 41.44167, -96.49083. Según la Oficina del Censo de los Estados Unidos, Fremont tiene una superficie total de 22.93 km², de la cual 22.8 km² corresponden a tierra firme y (0.59%) 0.13 km² es agua.

## Demografía
Según el censo de 2010, había 26397 personas residiendo en Fremont. La densidad de población era de 1.151,11 hab./km². De los 26397 habitantes, Fremont estaba compuesto por el 89.17% blancos, el 0.65% eran afroamericanos, el 0.58% eran amerindios, el 0.62% eran asiáticos, el 0.28% eran isleños del Pacífico, el 7.13% eran de otras razas y el 1.57% pertenecían a dos o más razas. Del total de la población el 11.93% eran hispanos o latinos de cualquier raza.